# イノシマ全治6ヶ月
イノシマ全治6ヶ月（いのしまぜんちろっかげつ、1982年8月18日 - ）は、日本のお笑い芸人である（ピン芸人）。
愛知県瀬戸市出身。SHUプロモーションに所属。かつては石井光三オフィスに所属していた。本名：猪島一将（いのしま かずまさ）。

## 来歴・人物
中学生の時にダウンタウンに憧れ、部活で所属していたサッカー部の同級生とコンビを組み、練習後に後輩に漫才を披露していた。その後もずっと芸人になりたいと思い続け、愛知学泉大学3年生の時に本格的に芸人の道に進むことを決意し、上京。
デビューは2006年。小松崎和也（元・朝倉小松崎、現・ハナイチゴ）とのコンビ『でこぼこビート』としてサンミュージックプロダクションで活動した後、2007年12月から2009年1月まで『きまぐれカウンター』、2009年5月から同年末まで『千葉ダイブ』とそれぞれのコンビで活動。かつてのコンビ仲間に誘われて、2010年にドレミ倶楽部の結成に参加。ネタ作成を担当していたが、2012年3月末に本人曰く、他の2人から“戦力外通告”を受けドレミ倶楽部脱退、その後はピンで活動。フリーで活動した後、石井光三オフィス所属、その後、SHUプロモーション所属となる。
本名のイノシマに野球の遊撃手を表す数字の「6」を付けて芸名にしようとしたが、これだけではネットでの検索でなかなか出てこないと思った上で、「全治」と「ヶ月」を足して芸名とした。この芸名から、ライブのアンケートで「イノシマの笑いも全治6ヶ月」と酷評されたり、ファンレターの宛名で「イノシマ余命6ヶ月様」と間違えられたこともあった。
趣味はゲーム、野球観戦、ボウリング。祖父とと父の影響で中日ドラゴンズの大ファンでプロ野球の2003年の開幕前に中日球団が打線のニックネームを公募していたが、イノシマの他にも同名の応募が数件あった「ブルー・スリー打線」に決定したということがあった。
ゲーム実況を得意としている
ネタはショートコント中心である。
中日ドラゴンズを語るYouTubeをやっている

## 出演

### ライブ
- 石井光三オフィスアッパーズ
- 100円すっとこ（大川興業主催ライブ）
- ガブリヨリ（shuプロモーション主催ライブ）
- サンミュージックゲットライブ
- 太田プロジュニアライブ
- ちかフォース
- 笑いの現象学
- ジャングルパンチ(シュープロモーション主催ライブ)

### テレビ
- ニノさんSP!! 人類サミット(日本テレビ)
- 行列のできる法律相談所（再現VTR） (日本テレビ)
- 東京オーディション(仮)(東京MX)
- 誰だって波瀾爆笑(日本テレビ)
- ネタ鑑定(東京MX)
- テレビ東京　サバイバル・キス（テレビ東京、2018年）
- SMAP×SMAP(フジテレビ)
- 検索ちゃん(TBSテレビ)
- ライオンのグータッチ(フジテレビ、2020年)
- 爆笑ヒットパレード（フジテレビ、2021年）
- ナニコレ珍百景（テレビ朝日、2021年）
- 内村のツボる動画(テレビ東京)

### コマーシャル
- 富士急ハイランド（2009年） - ナレーション
- DAKARA（2009年） -

### ラジオ
- モーモーニング(東海ラジオ)
- 遠藤/ゴリラの朝から歌謡♪ (岐阜放送ラジオ)

### その他
- FF14チャンネルシーズン3（ニコニコ動画）
- ファミ通（カドカワ）
- イノシマ全治6ヶ月の配信も全治6ヶ月（ニコニコ動画）
- 笑劇ラフプレイ（大型ビジョン）
- 中日スポーツ
- お笑いポポロ
- イノシマ全治6ヶ月の配信も全治6ヶ月(MIX CHANNEL)
- 月光トランポリンのぴょんぴょんFriday(ラジオフューズ)
- バズルカ(YouTube番組)
- なんてネタグランプリ(AbemaTV)